# Malak Hamza
Malak Hamza (in arabo ملك حمزة‎?; Giza, 5 novembre 2001) è una ginnasta egiziana, specializzato nel trampolino elastico.

## Biografia
Grazie alle vittoria dell'oro individuale ai campionati africani de Il Cairo 2021, è riuscito a qualificarsi ai Giochi olimpici di Tokyo 2020.

## Palmarès
- Campionati africani

Il Cairo 2021: oro nel trampolino individuale.